# Claude Maisonneuve
Claude Maisonneuve (Clairac, 11 avril 1928, Castelmoron-sur-Lot, 16 janvier 2019) est un hautboïste français.

## Biographie
Son père, plombier, joue du hautbois en amateur.
À 10 ans, participant à un concours à Cahors, il est remarqué par Philippe Gaubert, l'un des grands chefs d'orchestre de l'époque.
Accompagnant souvent Jacques Brel ou Jean Ferrat (c'est lui qui joue les soli dans La Montagne), les Français l'entendront tous les soirs sur Antenne 2 de 1975 à 1983 lors du générique de fin des émissions puisque c'est lui qui accompagne les personnages volants de Folon.